# Edvard Søderberg
Hakon Charles Edvard Søderberg (3. marts 1869 – 5. januar 1906) var en dansk digter. Født i Pilestræde i København under fattige kår , hans far havde et mindre værtshus på Christianshavn, hvor Edvard som dreng ofte fik fortalt historier af de mange farverige gæster. Som voksen digter viede han sit liv til at beskrive byens fattige indbyggere. Han blev uddannet som lærer 1896, og var nogle år ansat som lærer i Ballerum nær Thisted, men vendte tilbage til København i 1903.
Edvard Søderberg skrev en del socialrealistiske romaner, skuespil og digte, og skildrede med uhyggelig selvoplevet detaljerigdom forholdene for de fattige, fordrukne og arbejdsløse i Københavns slumkvarterer.
Mest kendt blev digtsamlingen Gadens Digte 1900, der med lune og en del selvironi kærligt beskriver forfatterens egne trange kår, der trods forholdene afspejler et kærlighedsforhold til den by han bor i.
Kærligheden er åbenlys fra digtsamlingens indledningsdigt Her i dette stille stræde
| Citat                           | [...] Aa, jeg elsker disse Rønner kalkede og graa og sorte disse skæve, røde Gavle disse dybe, skumle Porte Elsker denne dunkle Gyde, denne fjærne, gyldne Himmel, Stjærnerne bag Tagets Kviste og den hele Gadestimmel - Disse Mænd og disse Kvinder, disse Stoddere og Flaner; Lygteskærets vilde Fugle, Fruentimre og Galaner. | Citat |
| (Gadens Digte, Gyldendal, 1900) | |       |

Anderledes dystert er det når døden beskrives som en befrielse for de håbløst fattige, men alligevel efterlader et savn til de overlevende i digtet Døden -
| Citat                           | I det kolde Rum, hvor Tællepraasen knitrer højt og brænder ned i Stagen, ligger hun, den døde, der i Sengen mellem Pjalter, dækket af et Lagen [...] Godt, at efter Livets Skam og Skændsel, sorte Nederlag og røde Løgne, efter alt, hvad vi har drømt og syndet, er en Død, som lukker vore Øjne! - I det dunkle Rum, hvor Skyggen flakker, bøjet ved et Bord, hvor Lyset brænder, sidder der en Mand med stumme Læber og med Hovedet i sine Hænder. Og han stirrer taareløs i Mørket, tavs og taareløs i Nattens Stilhed... - Godt, at hun fik Fred, at der er Dødens Frelse efter Livets Vold og Vildhed! | Citat |
| (Gadens Digte, Gyldendal, 1900) | |       |

Trods kærlighedserklæringen i Gadens Digte til gyderne og det fattige København var Edvard Søderberg dog ikke blind for konsekvenserne af slummen og fattigdommen. I sine romaner kunne Edvard Søderberg gå mere detaljeret til værks og beskrive nogle af skæbnerne han mødte på sin og følge dem i livet.
Dette gjorde at han kunne vise hele billedet, ikke kun enkelte glædelige eller sørgelige øjeblikke, og dette viste at der uundgåeligt kun var én vej i gydens København, nemlig ned.
F.eks kan han gøre et barn til hovedpersonen i romanen Det Daglige Brød, 1901, og her skildres så hvordan nedturen foregår, fra en nogenlunde stabil fattig familie, hvor faderen langsomt går i druk, mister arbejdet og går i hundene, og moderen langsomt arbejder sig ihjel for at forsørge barnet. Og her er kommer ingen rig onkel og redder barnet ud af kniben som i en fortælling af Charles Dickens. I stedet ender romanen med at hovedpersonen dør forladt, sultende og frysende i et brændeskur på Vesterbro.
Edvard Søderberg boede selv hele sit liv i København, og på trods af at han blev anerkendt af samtidens digtere, bl.a. var han ven af Holger Drachmann der skrev ham et værdigt mindedigt, fik han ikke noget gennembrud som forfatter. Det hårde liv tærede også på ham, og i 1906 dør Edvard Søderberg af en af slummens svøber: sygdommen tuberkulose.